# HMS Sjöborren
Le HMS Sjöborren (en suédois : oursin) est un sous-marin de classe Sjölejonet de la marine royale suédoise. Construit par Kockums, il a été lancé le 14 juin 1941.

## Construction
Le navire a été commandé à Kockums Mekaniska Verkstads AB à Malmö et sa quille a été posée en 1942. Le navire a été lancé le 14 juin 1941 et a rejoint la flotte le 28 mai 1942.

## Utilisation du service
Le 4 septembre 1942, le Sjöborren a coulé après une collision avec le cargo S/S Virginia au large de Kockelskär dans l’archipel Nyköping, sur la côte est de la Suède. Un membre de l’équipage s’est noyé dans l’accident,. Le sous-marin a été récupéré pour être remis à neuf et remis en service un an plus tard, en octobre 1943.
Le navire a été retiré du service le 15 mai 1959 et vendu en 1967 à Ystad pour démolition.